# 제네바 오픈
제네바 오픈(Geneva Open)은 1980년부터 1991년까지 매년 스위스 제네바의 클레이 코트에서 개최된 ATP 투어(구 그랑프리) 제휴 테니스 대회이다. 2014년 11월 ATP는 뒤셀도르프 토너먼트가 제네바로 옮겨져 2015년에 250 토너먼트로 개최될 것이라고 발표했다.
카스페르 루드는 3개의 에디션을 획득한 싱글 기록 보유자이다. 메이트 파비치(Mate Pavić)는 올리버 마라크(Oliver Marach)와 2승, 니콜라 멕티치(Nikola Mektić)와 1승, 마르셀로 아레발로(Marcelo Arévalo)와 1승 등 4승을 거두며 복식 기록 보유자이다.
발라즈 타로치(Balázs Taróczy)는 같은 해에 단식과 복식 타이틀을 모두 획득한 유일한 선수이다.